# رشيد بو عطية
رشيد بو عطية (بالفرنسية: Rachid Bouaita)‏ (مواليد 20 سبتمبر 1974) هو ملاكم فرنسي، مثّل بلاده في الألعاب الأولمبية الصيفية في دورتي 1996 و2000.

## روابط خارجية
رشيد بو عطية على موقع أوليمبيديا (الإنجليزية)